# 川原神社 (伊勢市)
川原神社（かわらじんじゃ）は、伊勢神宮皇大神宮（内宮）の摂社。

## 概要
内宮の摂社27社のうち第20位である。
倭姫命の定めた神社であり、祭神は宮川の守護神とされる。
宮川の東岸、三重県伊勢市佐八町（そうちちょう）字泉水1559に鎮座する。鎮座地の地名「佐八」は、「沢地」の意味で、宮川の沢があったことを示す。また佐八から内宮へ稲を供進したとする記録もある。
社名は『皇大神宮儀式帳』に「河原神社」とあるほかは「川原神社」または「川原社」とあり、地域住民からは「センズイ」（川水、泉水）、「オダゴ」、「ヤグラ」と呼ばれていたとする記録がある。

## 境内
社地の面積は3,219m2。境内は木漏れ日が降り注ぎ、鳥の声や川のせせらぎの聞こえる静寂な空間が形成されている。ヒノキ、クスノキ、カシ、タブノキ、タラヨウなどの樹木が生い茂る。

## 祭神
祭神は月読尊御魂（つきよみのみことのみたま）。神宮125社の月読宮・月夜見宮でも祀られている神である。一般には月の神とされるが、月と水は関係が深いとされ、川原神社の祭神としての月読尊御魂は川の神とされる。
祭神が川原神社と月読宮で共通するだけでなく、両社の鎮座する佐八町と中村町はどちらも荒木田氏を通じて深いつながりがあったという説がある。

## 歴史
伝承では倭姫命がここで大若子命（おおわかこのみこと）に出迎えられ、船で宮川を下ったという。創建については伊勢神宮の摂社の定義より、『延喜式神名帳』成立、すなわち延長5年（927年）以前に創建された。『大神宮式』によれば宮司の修理にあずかる神社の1社とされ、祈年祭や神嘗祭には幣帛を分与されたが、戦国時代に祭祀が断絶し、社地は荒廃した。またそれまで任命されていた祝部も途絶えた。
寛文3年（1663年）、河邊精長が佐八へ再興した。9月9日（グレゴリオ暦：1663年10月9日）に社殿が建てられ、12月12日（グレゴリオ暦：1664年1月10日）に神遷（遷御）が行われた。また、この時に祝部を務めていた旧家を探し求めて、祝部に採用した。再興時には地域での伝承や地名を参考としたが、現在の伊勢市内の竹ヶ鼻町にある竹鼻神社や船江の河原淵神社が旧社地であったのではないかとする説もある。元禄7年3月29日（グレゴリオ暦：1694年4月23日）に神遷が行われて以降、社地の移動はない。
社殿は1908年（明治41年）11月に建て替えが行われた。以降も1960年（昭和35年）5月に造り替えられ、1983年（昭和58年）9月に修繕がなされた。

## 祭祀
祈年祭・月次祭（6月と12月）・神嘗祭・新嘗祭と臨時祭の折には神職が社前に御饌・幣帛を奉り、歳旦祭などは内宮の五丈殿で遥祀を行う。

## 交通
三重県道22号伊勢南島線から少し入った森に鎮座する。
- 三重交通バス「佐八」バス停より徒歩で約12分（距離は700m）[2]。バス停付近にある伊勢市立佐八小学校の向かい側にある路地に入り、水田沿いを進むと境内に到達する[2]。
- JR参宮線・近鉄山田線 伊勢市駅より約5.5km[6]。